# La canterina
La canterina (La cantant o La diva), Hob. 28/2, és una breu òpera bufa en dos actes amb música de Joseph Haydn, la primera que va compondre per al príncep Esterházy. Està basada en un llibret de Carl Friberth, que al seu torn estava inspirat en l'intermezzo del tercer acte de l'òpera L'Oringille de Niccolò Piccinni (1760). Va ser composta en 1766, i estrenada a la tardor d'aquest mateix any a Eisenstadt. Originalment va ser concebuda per ser un parell de intermezzi, amb cada un dels seus dos actes entre els actes d'una òpera seriosa. Se sol considerar aquesta òpera com un treball similar a La serva padrona de Pergolesi i Pimpinone de Telemann.
Aquesta obra poques vegades es representa en l'actualitat; en les estadístiques de Operabase apareix amb només 6 representacions en el període 2005-2010, sent la setena de Haydn.

## Argument
Gasparina és la cantant, guiada per la vida per Apollonia. Gasparina assisteix a classes de cant amb Don Pelagio, un home una mica més gran que està enamorat de Gasparina i imagina que ella també l'estima a ell. En realitat Gasparina l'únic que vol d'ell són els seus ensenyaments, però li juga amb ell i li permet que es faci il·lusions. Don Ettore és el veí, també enamorat de la cantant, més jove que don Pelagio i certament ric, de manera que Gasparina accepta els seus valuosos regals. Don Pelagio sorprèn Gasparnia amb Don Ettore i la tira del seu pis, ja que el rei Pelagi li havia deixat viure en un pis de la seva propietat. Gasparina fingeix estar entristida i desemparada i aconsegueix avivar la simpatia de Don Pelagio. Acaba l'òpera amb Gasparina habiéndoselas arreglat per tenir tant al senyor Ettore com al senyor Pelagio menjant de la seva mà. L'aspecte còmic de l'òpera es ressaltava representant al senyor Ettore com una dona vestida d'home, i Apollonia com un home vestit de dona.